# Tour de Flandes 2008
El Tour de Flandes 2008, 92a edició de la clàssica ciclista Tour de Flandes, es disputà el 6 d'abril del 2008 entre Bruges i Meerbeke. El recorregut incloïa disset cotes, entre les quals els cèlebres Oude Kwaremont, Koppenberg i Muur van Geraardsbergen.
L'escapada del dia no es formà fins al quilòmetre 111, i estava formada per Janek Tombak, Tom Veelers, Sven Renders i Vincent Jérôme. La primera part de la cursa tingué lloc sota el sol, però a partir de la tercera hora de cursa començà a ploure i a nevar lleugerament. La fuga no tingué mai més de 2'20" d'avantatge i fou neutralitzada pel pilot al quilòmetre 185. Després d'uns quants intents d'escapada sense èxit, el Koppenberg feu una selecció que creà un grup dels favorits. Poc després ataca el tricampió mundial Óscar Freire. Quan l'espanyol fou neutralitzat, es formà un nou grup davanter.
Després que deixés de ploure i tornés a sortir el sol, l'ascensió al Valkenberg deixà un grup de cinc ciclistes al capdavant: el vigent campió Alessandro Ballan, el campió belga Stijn Devolder, els neerlandesos Sebastian Langeveld i Karsten Kroon i l'estatunidenc George Hincapie. Protegint els interessos del seu líder, Devolder no donà cap relleu al grup, i quan aquest fou neutralitzat, llançà un atac a 25 km de la meta.
Ràpidament obrí un forat de trenta segons. Els primers a intentar caçar el belga foren Thor Hushovd, Janek Tombak, Sylvain Chavanel i Manuel Quinziato, però foren neutralitzats al Muur van Geraardsbergen. A l'última cota de la cursa, el Bosberg, Sebastian Langeveld atacà de nou i estigué a punt d'atrapar Devolder, però el belga resistí a la pujada i al posterior descens. A pocs quilòmetres del final, Langeveld fou atrapat i el seu company d'equip Joan Antoni Flecha contraatacà. Poc després s'uní a ell Nick Nuyens, però no foren capaços d'evitar que Devolder s'endugués la victòria a Meerbeke.

## Classificació general
|    | Ciclista           | Equip          | Temps      |
| -- | ------------------ | -------------- | ---------- |
| 1  | Stijn Devolder     | Quick Step     | 6h 24' 02" |
| 2  | Nick Nuyens        | Cofidis        | + 15"      |
| 3  | Joan Antoni Flecha | Rabobank       | m. t.      |
| 4  | Alessandro Ballan  | Lampre         | + 21"      |
| 5  | George Hincapie    | Team High Road | m. t.      |
| 6  | Filippo Pozzato    | Liquigas       | m. t.      |
| 7  | Kurt Asle Arvesen  | Team CSC       | m. t.      |
| 8  | Greg Van Avermaet  | Silence-Lotto  | m. t.      |
| 9  | Simon Špilak       | Lampre         | m. t.      |
| 10 | Allan Johansen     | Team CSC       | m. t.      |

## Classificació individual de l'UCI ProTour 2008 després d'aquesta cursa
| Posició | Posició prèvia | Ciclista             | Equip               | Punts |
| ------- | -------------- | -------------------- | ------------------- | ----- |
| 1       | 1              | André Greipel        | Team High Road      | 62    |
| 2       | -              | Stijn Devolder       | Quick Step          | 50    |
| 3       | -              | Nick Nuyens          | Cofidis             | 40    |
| 4       | 2              | José Joaquín Rojas   | Caisse d'Epargne    | 38    |
| 5       | -              | Joan Antoni Flecha   | Rabobank            | 35    |
| 6       | 3              | Mickael Delage       | Française des Jeux  | 30    |
| 6       | -              | Alessandro Ballan    | Lampre              | 30    |
| 8       | 4              | Mickaël Buffaz       | Rabobank            | 25    |
| 8       | -              | George Hincapie      | Team High Road      | 25    |
| 10      | 5              | José Alberto Benítez | Saunier Duval-Scott | 21    |